# Zeller Wald

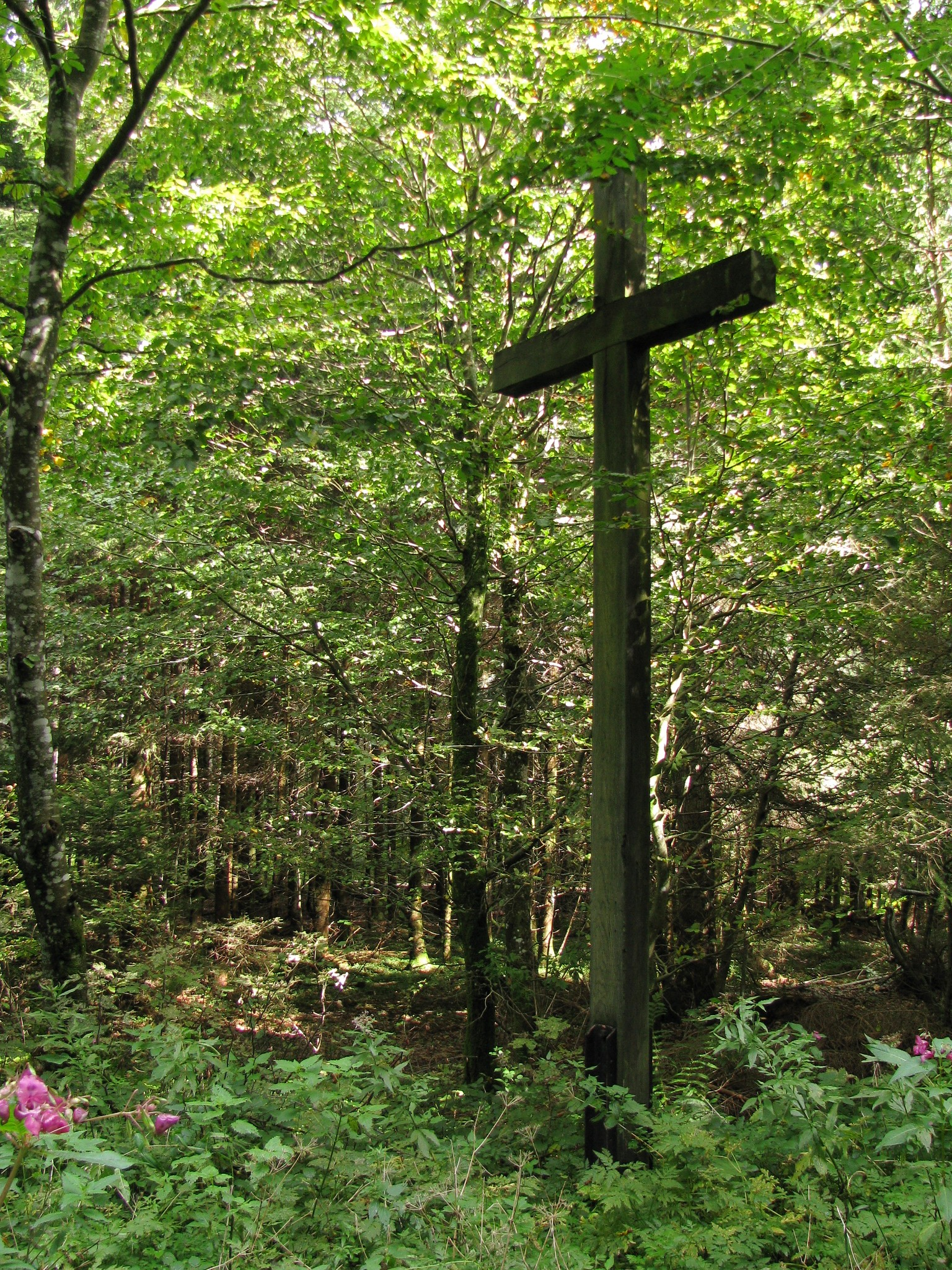
Schwarzes Kreuz im Zeller Wald

Der Zeller Wald ist ein nicht genau abgegrenztes Waldgebiet zwischen dem namensgebenden Dietramszell im Norden, Sachsenkam und Kirchsee im Süden sowie Holzkirchen im Osten, das in den Landkreisen Bad Tölz-Wolfratshausen und Miesbach liegt.
Er enthält mit dem Schindelberg und dessen Naturdenkmälern ein Relikt aus der letzten Eiszeit und schließt an seiner Südseite einen Teil des Naturschutzgebietes Kirchsee ein. Weitere Naturdenkmäler am Südwestrand sind der Koglweiher und der Seestaller Weiher.
Die Wallfahrtskirche Maria Elend liegt auf der Nordseite, oberhalb von Dietramszell.

## Geologie

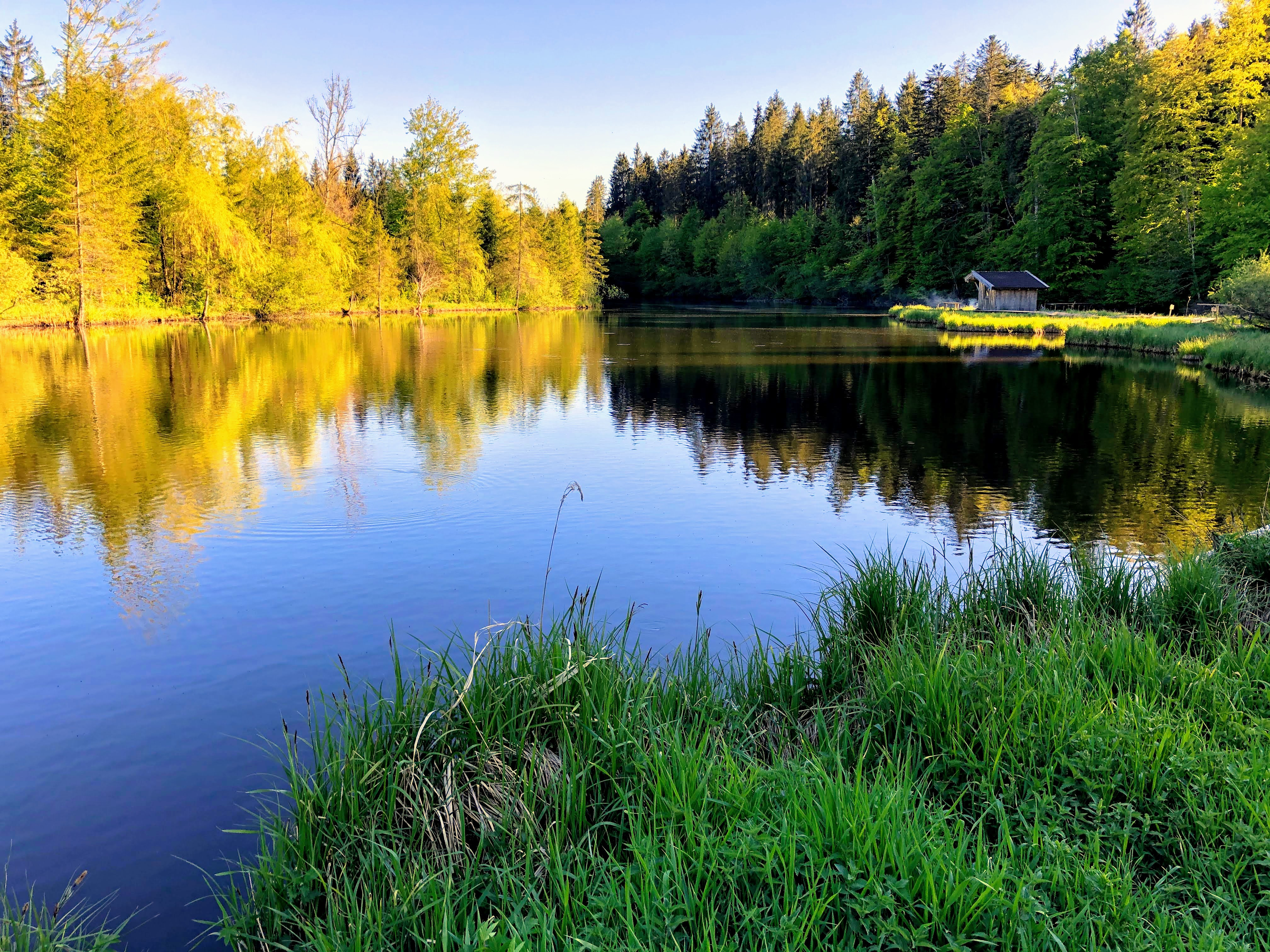
Der Hacken oder Egelsee

Während des Pleistozäns war das Gebiet des Zeller Waldes zeitweilig vom Isar-Loisach-Gletscher bedeckt. Das Gebiet umfasste Teile des Tölzer und des Wolfratshausener Lobus dieses Gletschers. Vor allem würmzeitliche Gletscherablagerungen haben hier die Landschaft geprägt, unter anderem zahlreiche Endmoränen der beiden Gletscherloben. Bemerkenswert ist der im Zeller Wald gelegene Moränenwall mit dem Schindelberg als höchste Moränenerhebung östlich der Ammer. Durch ihre Lage an der Schnittstelle von Tölzer und Wolfratshausener Lobus wurde sie als Mittelmoräne von beiden Seiten aufgebaut und fällt deshalb beidseitig steil ab.

## Historie

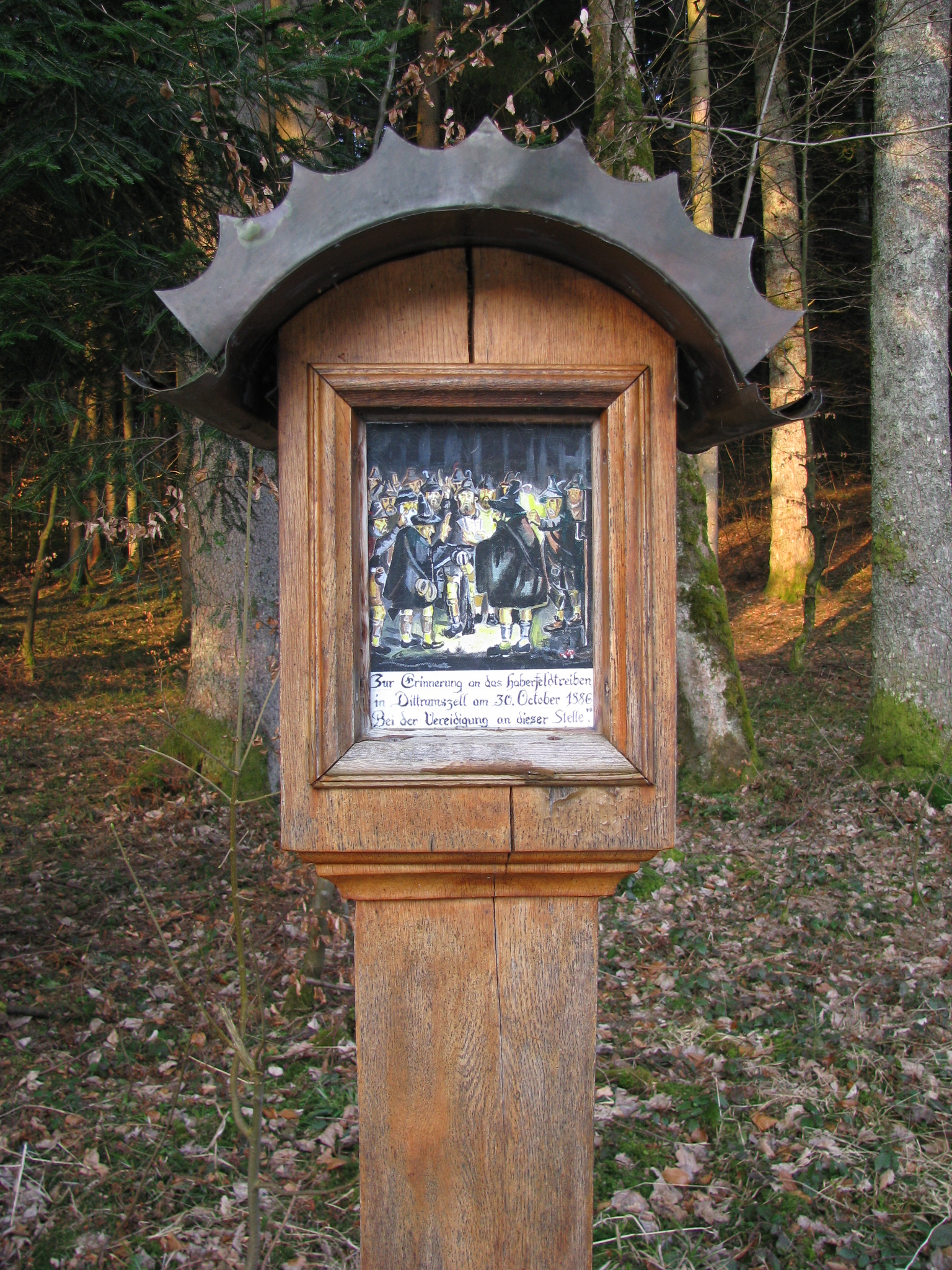
Bildstock zur Erinnerung an das Haberfeldtreiben von 1886

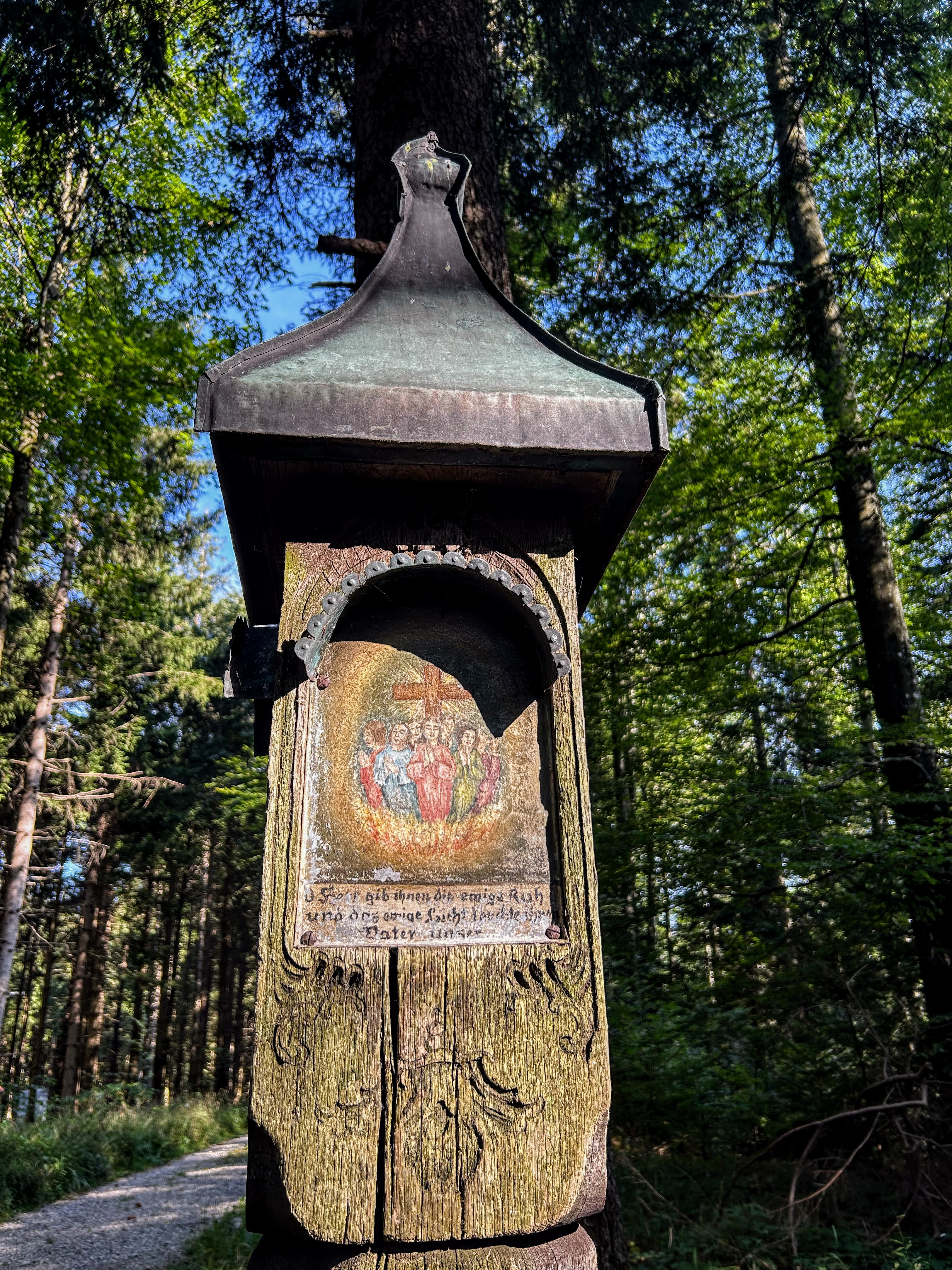
Grüne Marter

Der Zeller Wald befand sich seit der Gründung des Augustiner-Chorherrenstifts Dietramszell um das Jahr 1100 bis zu seiner Auflösung im Rahmen der Säkularisation im Jahr 1803 in dessen Besitz.
Im dunklen und unübersichtlichen Waldgebiet soll es zu mehreren historisch relevanten Ereignissen gekommen sein. So z. B. Gefechte zwischen lokalen Bauern und den Schweden bzw. den Pandschuren. 1886 fand in der Region eines der letzten Haberfeldtreiben statt, die Haberer sammelten sich am schwarzen Kreuz im Zeller Wald, woran heute ein Bildstock neben dem Kreuz erinnert.

## Gewässer
Der Zeller Wald erstreckt sich auf dem Gebiet zahlreicher glazialer Formen und beherbergt zahlreiche typische Gewässerformen wie Seen und Abflusstäler.
Zentrales Gewässer ist der Kirchsee an dessen Südrand, der über den Kirchseebach und den Hackensee nach Nordosten in Richtung Teufelsgraben entwässert.
Daneben gibt es mit Schwarzensee, Waldweiher, Koglweiher und Seestaller Weiher mehrere kleinere Stillgewässer.